# We're from America
«We're from America» es el título del primer sencillo del álbum de estudio The High End of Low de Marilyn Manson, lanzado en 2009. Su título fue revelado el 18 de marzo de 2009, en la edición del mes de la revista Kerrang!. El artículo afirma erróneamente que la canción sería lanzada durante la segunda semana de marzo de 2009, sin embargo, esta realidad no sucedió hasta el 27 de marzo cuando fue lanzada de forma gratuita como un MP3 en el sitio del grupo "MarilynManson.com", acompañada por un nuevo diseño para el sitio web. La canción fue reeditada como sencillo digital el 7 de abril de 2009, y actualmente está disponible en iTunes y Amazon.

## Escritura
El tema hace una crítica a la sociedad de Estados Unidos, muy parecida a Amerika sencillo de la banda alemana Rammstein.
Manson declaró para Kerrang! La lírica de la canción al parecer es muy política, y lo es!. En si es una forma de explicar la fuerza que tiene mi odio a esta mierda. Tiene contenido Industrial Metal con unos pregrabados coros Pop mezclados con la voz de Manson, La Frase We're from America es repetida demasiadas veces en los estribillos al estilo de Doll-Dagga Buzz-Buzz Ziggety-Zag.

## Lista de canciones
1. "We're from America"
2. "Four Rusted Horses (Opening Titles Version)"

## Posiciones
| Listas                           | Posición | País           |
| -------------------------------- | -------- | -------------- |
| U.S. Billboard Hot Singles Sales | 3        | Estados Unidos |